# Cea (ort i Spanien, Galicien)
Cea är en ort i Spanien.   Den ligger i provinsen Provincia de Ourense och regionen Galicien, i den nordvästra delen av landet, 400 km nordväst om huvudstaden Madrid. Cea ligger 518 meter över havet och antalet invånare är 2 960.
Terrängen runt Cea är kuperad norrut, men söderut är den platt. Terrängen runt Cea sluttar söderut. Runt Cea är det ganska glesbefolkat, med 39 invånare per kvadratkilometer. Närmaste större samhälle är Ourense, 18,4 km sydost om Cea. I omgivningarna runt Cea växer i huvudsak blandskog.